# Heinrich Georg Dikreiter
Heinrich Georg Dikreiter (* 3. Juli 1865 in Eis bei Straßburg, Elsass, Frankreich; † 14. Januar 1947 in Überlingen, Baden) war ein deutscher Journalist, Redakteur und SPD-Politiker.

## Leben
Dikreiter entstammte einer seit dem 17. Jahrhundert in Immenstaad am Bodensee nachweisbaren Familie und war der Sohn des Steindruckers Georg Dikreiter (1826-??) aus einer Liaison mit der Tagelöhnerin Salomé Hirzel († 19. September 1870). Er hatte eine jüngere Schwester Henriette (1866-??).
Dikreiter kam als Fünfjähriger in deutsche und französische Waisenhäuser und lebte bei verschiedenen Pflegeeltern. Er begann nach dem Abschluss der Volksschule zunächst am 18. Juli 1880 eine Steindruckerlehre, kündigte diese aber und begann am 1. Mai 1882 in Überlingen eine Tischlerlehre mit „langen Arbeitszeiten, kurzen Pausen, schlechter Nahrung“ und ging im Sommer 1885 als Geselle auf Wanderschaft durch Deutschland. Anschließend leistete er 6. November 1886 seinen Militärdienst für drei Jahre bis September 1889 in einem Artillerie-Regiment in Landau in der Pfalz. Später arbeitete er als Tischlergeselle und „machte als Fabrikarbeiter [in Pirmasens] eine bemerkenswerte politische und intellektuelle Entwicklung durch“. Von einem Sozialdemokraten in Pirmasens wurde er mit dem sozialistischen Gedankengut vertraut gemacht.
Alle paar Wochen wechselte der junge Proletarier seine Arbeitsstelle, heiratete und zog mit seiner Frau 1891 nach Ludwigshafen am Rhein, wo er Arbeit in einer Waggonfabrik fand. Von 1892 bis 1905 war er Mitglied der SPD-Agitationskommission. Seit 1896 war er Mitarbeiter der sozialdemokratischen Partei-Zeitung Pfälzische Post in Ludwigshafen. Hier lernte er Konrad Haenisch kennen, mit dem er zeitlebens befreundet blieb. Später wurde er alleinverantwortlich für die Mannheimer Volksstimme. Danach wechselte er von 1905 bis Juni 1913 als Redakteur zur Altenburger Volkszeitung, einer Zeitung der deutschen Arbeiterbewegung in Altenburg (Thüringen). Von 1909 bis 1913 war er Stadtverordneter in Altenburg und vom 14. April 1910 bis 1913 Landtagsabgeordneter des Herzogtums Sachsen-Altenburg. Zuletzt war er von 1919 bis 1930 als Stadtkämmerer sowohl besoldeter Stadtrat (Exekutive) als auch parallel bis 1923 (Niederlage des Mandats) erster Vorsitzender der Stadtverordnetenversammlung (Legislative) in Waldenburg (Niederschlesien) und Redakteur der Schlesischen Bergwacht.
Dikreiter verließ 1930 mit seiner Familie Waldenburg und zog nach Veitshöchheim bei Würzburg. Aufgrund des nationalsozialistischen  „Gesetzes zur Wiederherstellung des Berufsbeamtentums“ wurde ihm am 20. April 1933 das Ruhegehalt aus seiner Beamtentätigkeit abgesprochen, so dass ihm nur noch seine Altersrente der Reichsversicherungsanstalt in Höhe von 96,50 Mark monatlich blieb. Ende der 1930er Jahre zog er mit Frau und Tochter Grete in seine Jugendheimat Überlingen, wo er seine Lebenserinnerungen abschloss.
Dikreiter verfasste etliche Bücher und Schriften und war auch als Herausgeber tätig. Sein wohl bekanntestes Werk war seine Autobiografie Vom Waisenhaus zur Fabrik (Vorwärts-Verlag, Berlin 1914). Das Buch war während der NS-Zeit verboten.
Er war der Vater des Malers und Kunstpädagogen Heiner Dikreiter und des Verlegers Otto Dikreiter. Seine Ehefrau hatte er während der Militärdienstzeit kennengelernt.

## Veröffentlichungen
- Vom Waisenhaus zur Fabrik. Geschichte einer Proletarierjugend. Vorwärts-Verlag, Berlin 1914.[10] (Neuauflage: Edition Isele, Eggingen 1988, ISBN 3-925016-28-7)
- Das Altenburger Landstags-Wahlrecht. Ein historischer und agitatorischer Beitrag zum Kampfe um das allgemeine gleiche geheime und direkte Wahlrecht im Herzogtum Altenburg. Im Auftrage des Landesvorstandes der Sozialdemokratischen Partei im Herzogtum Altenburg. Stritzke, Altenburg 1906.
- Sozialdemokratie und Sozialismus im Lichte bürgerlicher Kritik. Eine Materialsammlung. Stritzke, Altenburg 1911.
- als Hrsg.: Der Soldat wider Willen. Eine Soldatengeschichte aus der Zeit des österreichischen Erbfolgekrieges in Italien zwischen 1745–1750. Priebatsch’s Buchhandlung, Breslau 1925.